# Sillars
Sillars é uma comuna francesa na região administrativa da Nova Aquitânia, no departamento de Vienne. Estende-se por uma área de 60,79 km². Em 2010 a comuna tinha 617 habitantes (densidade: 10,1 hab./km²).